# Pero Antiḱ
Petar „Pero” Antiḱ (mac. Перо Антиќ; ur. 29 lipca 1982 w Skopju) – macedoński koszykarz grający na pozycji silnego skrzydłowego.

## Kariera

### Europa
Antiḱ grał w Rabotnički Skopje, AEK Ateny, KK Crvena zvezda Belgrad, Akademiku Sofia, Lokomotiwie Kubań, Spartaku Petersburg i Olympiakosie. W 2006 roku zdobył Puchar Serbii z Crveną zvezdą. W sezonie 2007/08 został wybrany MVP Ligi bułgarskiej, średnio zdobywając 23,3 punktu na mecz i notując 9,3 zbiórek na mecz.
W sezonie 2010/11 dotarł ze Spartakiem Petersburg do Final Four EuroChallenge, średnio zdobywał 9,6 punktów i 6,1 zbiórek na mecz.
Po udanych występach na Eurobaskecie w 2011 roku, podpisał dwuletnią umowę z Olympiakosem Pireus. Z greckim klubem dwukrotnie wygrywał Euroligę, w 2012 i 2013 roku.

### NBA
25 lipca 2013 podpisał dwuletni kontrakt z klubem NBA, Atlanta Hawks. 28 grudnia w meczu przeciwko Charlotte Bobcats, trafił rzut za trzy punkty dający remis odbijając się z jednej nogi, na 3 sekundy przed końcem spotkania, a w konsekwencji dogrywkę. Hawks ostatecznie wygrali ten mecz 118:116. 3 stycznia, w meczu przeciwko Golden State Warriors zadebiutował w pierwszym składzie, po tym jak poważnej kontuzji doznał Al Horford. Antiḱ zakończył mecz z rekordowymi w karierze 16 punktami i 7 zbiórkami, trafiając 6 z 9 rzutów z gry, w tym 4 z 6 rzutów za 3 punkty. Po serii bardzo solidnych meczów w barwach Hawks, został wybrany do udziału w meczu debiutantów podczas weekendu gwiazd w Nowym Orleanie. Jednak z powodu kontuzji prawej kostki, był zmuszony wycofać się z gry, a jego miejsce zajął zawodnik Phoenix Suns, Miles Plumlee.

### Powrót do Europy
20 lipca 2015 podpisał dwuletni kontrakt z tureckim klubem Fenerbahçe Ülker. W 2017 roku wywalczył z tym zespołem mistrzostwo Euroligi.
11 września 2017 podpisał kontrakt z serbskim zespołem Crvena zvezda.
W styczniu 2019 ogłosił zakończenie kariery zawodniczej.

## Osiągnięcia
Drużynowe
- Mistrz:
  - Euroligi (2012, 2013, 2017)[11]
  - Grecji (2002, 2012)[11]
  - Bułgarii (2008, 2010)[11]
  - Macedonii (2001)
  - Turcji (2016)
- Wicemistrz:
  - Macedonii (2000)
  - Grecji (2003, 2005, 2013)
  - Serbii (2007)
- Zdobywca pucharu:
  - Serbii i Czarnogóry (2006)[11]
  - Bułgarii (2008)[11]
  - Rosji (2011)[11]
  - Turcji (2016)
  - Prezydenta Turcji (2016)
- Finalista Pucharu:
  - Macedonii (2000, 2001)
  - Grecji (2012, 2013)

Indywidualne
- MVP:
  - Pucharu Rosji (2011)
  - ligi bułgarskiej (2008)
- Uczestnik:

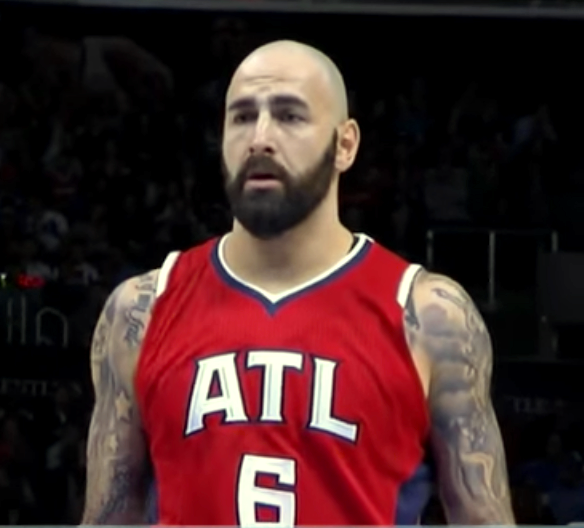
Antiḱ w barwach Atlanty Hawks.

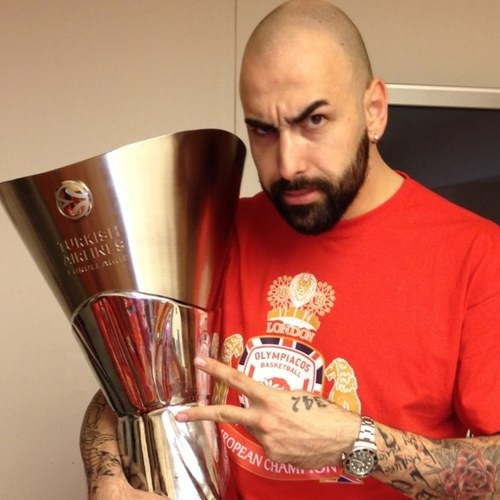
Antiḱ z trofeum Euroligi.

  - bułgarskiego All-Star Game (2008)[11]
  - NBA Rising Stars Challenge (2014)[12]

Reprezentacja
- Uczestnik:
  - mistrzostw Europy (2009 – 9. miejsce, 2011 – 4. miejsce, 2013 – 21. miejsce, 2015 – 19. miejsce)[12]
  - mistrzostw Europy U–16 (1999)[11]

## Statystyki

### NBA
Na podstawie Basketball-Reference.com (ang.)

#### Sezon regularny
| Sezon   | Drużyna | M   | S5 | MPG  | FG%  | 3P%  | FT%  | RPG | APG | SPG | BPG | PPG |
| ------- | ------- | --- | -- | ---- | ---- | ---- | ---- | --- | --- | --- | --- | --- |
| 2013/14 | Atlanta | 50  | 26 | 18,5 | 41,8 | 32,7 | 75,8 | 4,2 | 1,2 | 0,4 | 0,2 | 7,0 |
| 2014/15 | Atlanta | 63  | 3  | 16,5 | 36,5 | 30,1 | 71,5 | 3,0 | 0,8 | 0,3 | 0,2 | 5,7 |
| Razem   |         | 113 | 29 | 17,4 | 39,2 | 31,4 | 73,0 | 3,5 | 0,9 | 0,3 | 0,2 | 6,3 |

#### Play-offy
| Sezon | Drużyna | M  | S5 | MPG  | FG%  | 3P%  | FT%  | RPG | APG | SPG | BPG | PPG |
| ----- | ------- | -- | -- | ---- | ---- | ---- | ---- | --- | --- | --- | --- | --- |
| 2014  | Atlanta | 7  | 7  | 24,3 | 16,7 | 12,0 | 62,5 | 3,9 | 0,7 | 0,7 | 0,4 | 3,1 |
| 2015  | Atlanta | 15 | 1  | 13,3 | 32,0 | 34,4 | 80,0 | 2,9 | 0,3 | 0,1 | 0,2 | 4,2 |
| Razem |         | 22 | 8  | 16,8 | 25,0 | 24,6 | 75,8 | 3,2 | 0,4 | 0,3 | 0,3 | 3,9 |